# ステファノ・ヴィツィオーリ
ステファノ・ヴィツィオーリ（伊: Stefano Vizioli、1959年6月19日 - ）は、イタリアの劇場演出家、芸術監督。ナポリ生まれ。

## 経歴
ヴィツオーリは劇場専門の演出家で、とりわけオペラの演出で突出している。ピサのヴェルディ劇場で音楽部門（オペラシーズンの管轄）の芸術監督を務めている。
1979年、バルガ・オペラ祭でのドメニコ・サッロの『カナリア諸島の劇場支配人』 (L'impresario delle Canarie) でオペラ演出家としてデビューし、現在までにイタリア国内と国外で50に及ぶオペラ演出を手がけてきた。イタリア国内での活動範囲は次の通り。ミラノ・スカラ座、ヴェネツィア・フェニーチェ劇場、ローマ歌劇場、ボローニャ市立劇場、フィレンツェ市立劇場、トリエステ・ヴェルディ劇場、パレルモ・マッシモ劇場、ピサ・ヴェルディ劇場、ナポリ・サンカルロ劇場、ラヴェンナ音楽祭、フェッラーラ音楽祭、パルマ・ヴェルディ祭など。イタリア国外では次の劇場での活動がある。リスボン・サンカルロス劇場、シカゴ・リリック・オペラ、リエージュ・ワロン王立オペラ、パリ・オペラ＝コミック座、パリ・シャンゼリゼ劇場、ローザンヌ市立劇場、ストラスブール・ライン・オペラ、ザルツブルク州立劇場、チリ・サンティアゴ市立劇場、ブラジル・サンパウロ・サンペドロ劇場、ガーシントン・オペラフェスティバル、ウェックスフォード・フェスティバル、オランジュのChorégies (la Chorégies d'Orange), モンペリエ歌劇場、ブエノスアイレス・コロン劇場、ビルバオ・アリアガ劇場、トゥールーズ市立劇場、北京NCPA、マカオ音楽祭、インスブルック・バロック音楽祭、トゥーロン歌劇場など。
著名なオーケストラ指揮者との仕事では、リッカルド・ムーティ（スカラ座の『ドン・パスクアーレ』、ラヴェンナの『ノルマ』）、クラウディオ・アッバード（フェラーラの『セビリアの理髪師』）、アラン・クルティス、ダニエーレ・ガッティ、ウラディーミル・ユロフスキー、ブルーノ・バルトレッティ、エフゲニー・スヴェトラーノフ、レナード・スラトキン、ヘスス・ロペス＝コボスとの共演がある。
DVD化されたものも多く、ムーティ指揮によるスカラ座の『ドン・パスクアーレ』、パオロ・アリヴァベーニ指揮によるリエージュORWの『トロヴァトーレ』、パルマ・ヴェルディ音楽祭の『リゴレット』などがある。
アラン・カルペネと協調して「文化外交」 (diplomazia culturale) と称する国際プロジェクトを立ち上げ、ブータン・オペラでのヘンデル『アチスとガラテア』を手がけた他、日本では『オルフェオ』を上演した。この『オルフェオ』はモンテヴェルディの『オルフェオ』に日本の伝統演劇の能と日本舞踊を統合したバージョンとして上演された。社会福祉活動としては、ジャン・カルロ・メノッティのテレビオペラ『アマールと夜の訪問者』をパレルモの未成年刑務所で上演した。
忘れられた過去のバロック・オペラ作品の発掘・再上演でも多くの演出を手がけていて、フランチェスコ・カヴァッリの『ヴェレモンダ』が2015年にスポレート音楽祭で上演され、アラン・クルティス指揮のヴィヴァルディ『モテズーマ』はDVDでも発売されている。オペラのイタリア初演では、リムスキー＝コルサコフの『五月の夜』をボローニャ市立劇場で手がけている。
イタリア国内と国外で教育活動にも携わっている。アメリカ・インディアナ大学、シンシナティ大学、テキサス大学エル・パソ校、ピサ大学で教えた。現代芸術家との協同制作も数多く手がけている。現代芸術家との協同制作も多く手がけている。
ナポリ音楽院（サン・ピエトロ・ア・マイェッラ音楽院）でピアノ専攻科を修了。歴史あるローマのアカデミア・フィラルモニカ（1821年創設）の会員（モーツァルトで知られるボローニャの同名の団体とは別）。
2017年1月から、ピサのジュゼッペ・ヴェルディ劇場で音楽部門の芸術監督を務めている。